# Grand Sanhedrin
Napoleon I riep in zijn decreet van 30 mei 1806 een Algemene Joodse Vergadering ter voorbereiding van een "Grand Sanhedrin" bijeen, de opvolger van het na de verwoesting van de tempel van Jeruzalem door Titus in het jaar 70 niet meer bijeengekomen Sanhedrin. Afgevaardigden van alle Joodse gemeenten binnen de Franse machtssfeer werden door de prefecten aangewezen.De prefecten hadden opdracht gekregen om daarbij vooral Sefardische Joden te benoemen.
Ook de Portugees Israëlitische Gemeente en de Hoogduitse Gemeente in Amsterdam stuurden afgevaardigden.
Doctor Hartog de Hartog Lémon was een van de drie afgevaardigden van de Nieuwe Gemeente Adath Jessurun, die van de Hoogduitse Gemeente was afgescheiden. De andere twee waren Carel Asser en Hartogs schoonzoon de wiskundige Juda Littwak. De leden van de Nieuwe Gemeente waren zeer enthousiast over de uitnodiging voor het Grand Sanhedrin. Zij zagen het als bewijs dat de Nieuwe Gemeente als een volwaardige joodse gemeente werd beschouwd. Ze mochten echter alleen als ereleden de zittingen bijwonen en hadden niet het recht aan de werkelijke beraadslagingen deel te nemen. Wel hebben de drie afgevaardigden op de laatste zitting van 9 maart 1807 het woord mogen voeren. Asser en De Lemon deden dat in het Frans, terwijl Littwak zijn rede in het Hebreeuws hield. Hij excuseerde zich hiervoor met het motief dat hij, in Litouwen geboren, "de Franse taal niet machtig was". Littwak was overigens vermaard om zijn kennis van het Hebreeuws.
De ervaringen tijdens zijn reis door de Elzas in het voorjaar van 1806 hadden Napoleon, die zelden met Joden in aanraking was gekomen, vervuld met afkeer en wrevel. Er was tijdens die reis geklaagd over woekerrente en Presser schrijft dat de Joden voor de Franse keizer vanaf die dag "spionnen en afzetters, lieden in staat tot alle streken, dienstweigeraars en onbetrouwbare legerleveranciers" die "voor niets terugdeinsden" waren.
Om de emancipatie van de Joodse burgers door de Franse revolutie weer ongedaan te kunnen maken stelden Napoleons ambtenaren een lijst van twaalf vragen op die zo waren geformuleerd dat de uitgelokte antwoorden een voorwendsel voor het afnemen van het burgerrecht zouden zijn.
Zoals zo vaak in hun geschiedenis wisten de Joden zich door fraai geformuleerde antwoorden aan de fuik van de keizer te ontworstelen. Napoleon verkoos nu van de Joodse gemeenschap die organisatorisch zeer los is een strak geregisseerd kerkgenootschap naar de snit van de Roomse kerk te maken.
Merkwaardig genoeg was Napoleon geliefd bij de Joodse gemeenschap die in hem de voortzetting van de Franse revolutie en het instrument van hun emancipatie bleef zien. Moïse Millaud, uit Vaucluse in de Provence, schreef in een ode op Napoleon dat hij door "G.D was uitverkoren om over de volkeren te heersen" en "in grootmoedigheid gelijk Cyrus" was.
Een Keizerlijke commissie bereidde nu de plechtige installatie van het Grand Sanhedrin voor. De keizer zou, in zijn eigen woorden "comme Moïse mon prédécesseur en Israël", vanaf een hoge troon neerkijken op zeventig Israëlieten die in de gehele wereld het gezag van de Talmoed en zelfs van de Pentateuch zouden moeten krijgen.
Terwijl de Franse ambtenaren gebeden voor de keizer formuleerden en in voorschriften vastlegden welke degens de rabbijnen bij hun ambtskostuum zouden moeten dragen vergaderden de bijeengeroepen Joden in bijeenkomsten waarin, "op last van de keizer, niet gedebatteerd mocht woorden". Napoleon verbleef ondertussen in Polen waar hij op 17 maart 1808 drie "jodenbesluiten" liet afkondigen.
- In elk departement met ten minste 2000 Joodse inwoners moest een synagoge met een parnasiem bestaan. De prefect kreeg invloed op de samenstelling van dit bestuur en de rabbijnen, zij moesten Fransen zijn, kregen een vastgesteld inkomen dat geheel ten laste van de Joodse gemeenschap zou komen.
- De rabbijn moest "oproepen tot trouw aan de Keizer en het vervullen van de dienstplicht".
- Joodse vorderingen zouden van 1808 tot 1818 niet of beperkt invorderbaar zijn en alle vorderingen op militairen, vrouwen en minderjarigen vervielen van rechtswege. Voor het bedrijven van handel was in het vervolg een kostbaar, moeilijk te verkrijgen en ieder jaar te verlengen patent nodig.

De achtergrond van dit laatste besluit was het opheffen van de ergste gevolgen van de woekerpraktijken van de vooral Joodse geldschieters die veel landbouwers in de problemen brachten. Door de geldschieters te ruïneren en niets aan de opbouw van een kredietverlening op het platteland te doen vergrootte de keizer onbedoeld de economische crises op het Franse platteland waar nog geen landbouwkredietbank bestond.
Met zijn besluiten deed Napoleon een deel van de emancipatie van de Franse revolutie weer ongedaan.
Van het bijeenroepen van het Grand Sanhedrin kwam vanwege de rampzalig verlopende oorlogen in Spanje en Rusland niet meer.